# Edgar Kupfer-Koberwitz

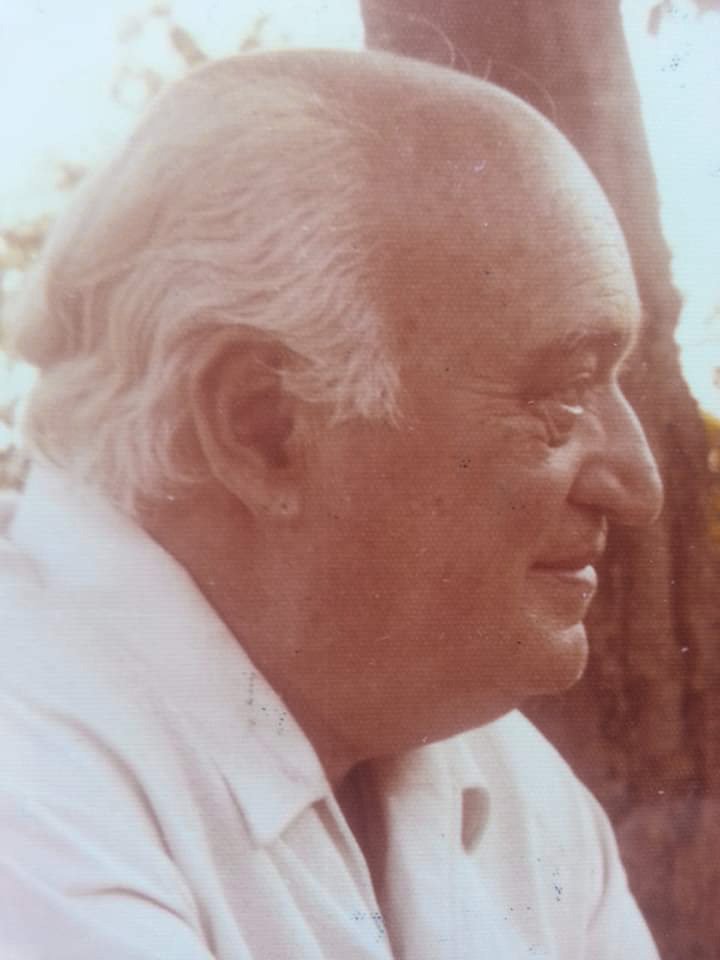
Edgar Kupfer-Koberwitz a San Teodoro nel 1972

Edgar Kupfer-Koberwitz (Kobierzyce, 24 aprile 1906 – Stoccarda, 7 luglio 1991) è stato uno scrittore, giornalista, poeta, memorialista e pacifista tedesco.

## Biografia
Nacque il 24 aprile 1906 a Kobierzyce, nei pressi di Breslavia (attualmente Wrocław in Polonia), con il nome di Edgar Kupfer, figlio di un direttore immobiliare originario della provincia della Slesia. Negli anni successivi, a causa del lavoro del padre, la sua famiglia fu costretta a traslocare spesso e il giovane Kupfer frequentò le scuole presso varie città tedesche tra cui Bonn, Bad Harzburg, Ratisbona e Stoccarda. Nel corso di questi spostamenti, il 6 luglio 1913 nacque a Stapelburg la sorella Irma. Nel 1921, una volta completata la Realschule, lavorò per due anni prima nel settore agricolo, dopodiché come impiegato d'ufficio e di banca, cimentandosi al contempo nella composizione di poesie e articoli di giornale. A partire dal 1925 cominciò a viaggiare attraverso l'Europa per un periodo di quasi dieci anni, vivendo da principio sull'isola di Capri per tre anni e successivamente fissando dimore a Venezia, in Austria, a Parigi e a Monaco di Baviera.
In seguito all'ascesa del nazionalsocialismo fuggì nuovamente nella capitale francese nel 1934, trovando lavoro come tessitore. Tre anni più tardi fu esule sull'isola di Ischia lavorando come agente di viaggio, ma nel settembre 1940 fu catturato dalla Gestapo, espulso dall'Italia e trasferito a Innsbruck (l'Austria era allora annessa alla Germania) con l'accusa di dichiarazioni sprezzanti nei confronti del Terzo Reich e del regime fascista italiano. 
L'11 novembre fu deportato nel campo di concentramento di Dachau e dal novembre 1942 fu impiegato nel magazzino di uno dei sottocampi che fornivano manodopera per la fabbrica di viti Präzifix, un'industria di armamenti del Reich. In questo periodo, a rischio della propria vita, dal 20 novembre 1942 al 2 maggio 1945 compose un manoscritto su pezzetti di carta rubati noto come I diari di Dachau, lungo circa 1800 pagine. Mentre lo scriveva all'interno del campo, con la complicità di un suo compagno di prigionia, lo nascose in vari luoghi e nell'ottobre del 1944 lo seppellì avvolgendolo in strati di alluminio, tessuto e tela cerata per preservarlo.
Il 29 aprile 1945 venne liberato dalle truppe statunitensi e fu testimone oculare delle fucilazioni di massa perpetrate dall'Esercito degli Stati Uniti contro le guardie SS del lager. Il maggio seguente, circa una settimana dopo la liberazione, Kupfer condusse le forze alleate nel luogo esatto in cui si trovavano i suoi manoscritti nascosti; il diario, sebbene umido, era in gran parte sopravvissuto e vari suoi estratti furono inclusi nel rapporto Dachau. Due anni dopo sarebbe stato utilizzato come prova durante il processo di Norimberga.

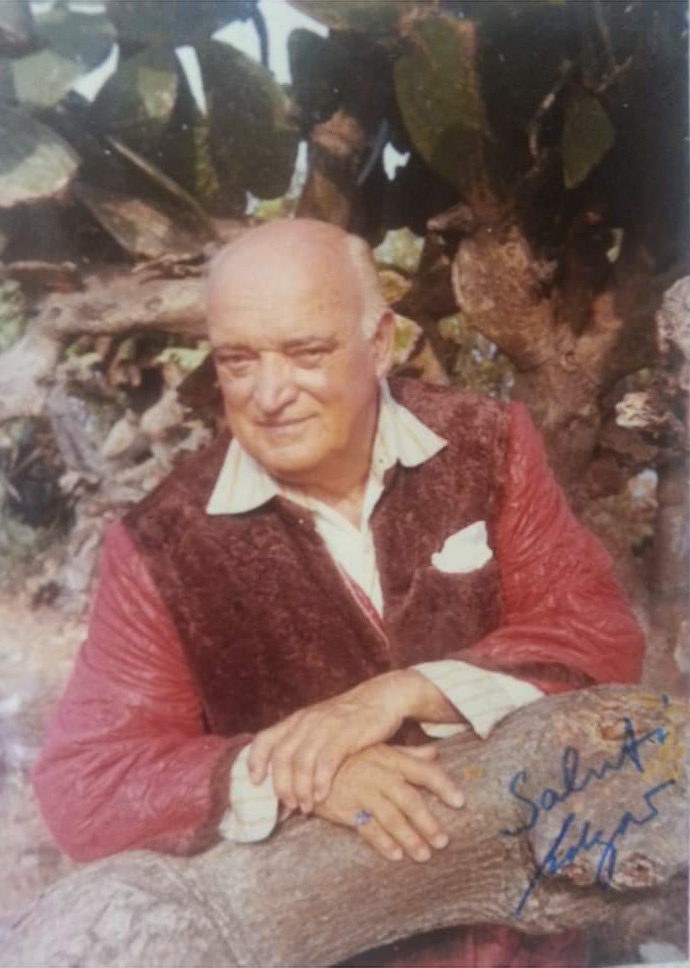
Edgar Kupfer-Koberwitz in Sardegna, intorno al 1972

Al termine della guerra, nel 1953 si trasferì negli Stati Uniti dopo sei anni di permanenza ad Ascona e la pubblicazione di varie opere letterarie sotto lo pseudonimo di Kupfer-Koberwitz, dove visse a Chicago prima di trasferirsi a Forio nel 1960, in concomitanza con la pubblicazione e la conservazione presso la biblioteca dell'Università di Chicago de I diari di Dachau. Dal 1963 visse quasi ininterrottamente fino al 1986 in Sardegna, inizialmente come inviato di una nota agenzia di viaggi tedesca per scrivere una guida turistica sulla regione; fu residente alla Caletta della cittadina di Siniscola, sporadicamente per lo studio sulle civiltà nuragiche e delle sue salutari fonti idriche, vivendo al contempo di lavori saltuari e di indennizzi mensili dovuti alla prigionia. Andò a vivere nella frazione di San Leonardo de Siete Fuentes nella cittadina di Santu Lussurgiu, comune noto per essere il natio di un'altra nota figura della resistenza antifascista, vittima anch'essa del lager di Dachau e deceduta il 10 luglio del 1944: Bartolomeo Meloni.
Dal 1967 fu registrato al comune di San Teodoro, ove cominciò a scrivere un libro simile a quello già pubblicato su Ischia, sulla Sardegna per il turismo tedesco e i vari aspetti della sua cultura; in gran parte fu ispirato dai propri scritti e libri sull'isola, nonché sulla falsariga del noto reportage di Marcello Serra Sardegna quasi un continente. In questo periodo Cuffer, come lo soprannominavano i locali, conobbe anche il giovane Francesco Calvano e lo accolse, rimanendo amico per tutta la vita. Infine dal 1977 sino alla primavera del 1986 fu residente a Macomer.
L'iniziata opera letteraria, a causa della sua cattiva salute, non fu più portata a termine. Si dedicò anche alla salvaguardia degli animali, in particolare dei cani randagi, da cui lui trasse un primo aiuto economico dal suo divenuto buon conoscente: il principe Karim Aga Khan.
Nel 1986, segnato dalla vecchiaia e dalle malattie, rimpatriò definitivamente in Germania Ovest, inizialmente vivendo con amici di famiglia e l'anno successivo fu ricoverato in un ospizio antroposofico nella città di Niefern-Öschelbronn, vicino a Stoccarda, dove morì il 7 luglio 1991 all'età di ottantacinque anni.
Tra le altre sue più riverite conoscenze si contavano personaggi come il giudice e scrittore antifascista austriaco dott. Robert Skorpil, da cui nacque e si profilò un'autentica duratura ma cospirativa amicizia, altrettanto fu con il dott. Albert Schweitzer, persona che lui giudicava come un grande fratello, e lo scrittore e radio-reporter svizzero Jakob Job, con cui ebbe una fruttuosissima lunga amicizia, con entrambi intraprese un lungo contatto epistolare dettato da una grande reciproca stima, prima e dopo l'ultima guerra.
Non di meno fu l'amicizia con la "Regina di maggio" italiana: Maria José di Savoia, la quale, dopo avere appreso del suo arresto attraverso la questura di Napoli, nel 1940 a Ischia affrontò un disperato tentativo per la sua liberazione, corrompendo inutilmente le guardie di scorta italiane che accompagnavano Koberwitz al Brennero per consegnarlo ai tedeschi.
Altro libro di rilevante importanza comprende, oltre Ischia l'isola dimenticata, anche Fratelli animali. Considerazioni su una vita etica del 1947, un appassionato appello contro il trattamento crudele ed indifferente inflitto agli animali, da cui l'autore riporta le seguenti dichiarazioni:
Infatti Koberwitz, convinto vegano e animalista dalla metà degli anni Venti, si soffermò, nelle sue memorie, sulla correlazione fra le violenze inflitte agli esseri umani e quelle subìte dagli animali:
La sua testimonianza è stata inoltre raccolta nel saggio Un'eterna Treblinka di Charles Patterson.